# ARNsn
Els ARN nuclears petits o snRNA (en anglès, small nuclear RNA o snRNA) són petits ARN no codificants, estables, de 60 a 450 nucleòtids de llarg i presents en el nucli de les cèl·lules eucariotes. Estan associats amb proteïnes específiques amb les quals formen complexos anomenats ribonucleoproteïnes nuclears petites o snRNP. Aquests ARNs participen en diversos processos fonamentals, com l'entroncament dels ARN missatgers o la maduració dels ARN ribosomals i la biogènesi del ribosoma.
Els ssRNA principals són els cinc que participen en l'entroncament dels RNA dins de l'espliceosoma: U1, U2, U4, U5 i U6. No obstant això, coneixem més de 200 altres ARNs diferents.